# Bonte steensluiper
De bonte steensluiper (Liocranum rupicola) is een spin uit de familie bodemzakspinnen (Liocranidae) die in Europa en Rusland voorkomt.
De spin is tot 9 mm groot. De basiskleur is lichtbruin. Aan de tekening op het achterlijf kan men de spin van een gelijkende soort, zoals de grote steensluiper (Liocranum rutilans). De poten zijn contrastloos geringeld. Deze soort heeft de voorkeur op zonnige, droge plaatsen, vooral onder stenen en soms in huizen.